# 佩尔迪富莫
佩尔迪富莫（義大利語：Perdifumo），是意大利萨莱诺省的一个市镇。总面积23平方公里，人口1804人，人口密度78.4人/平方公里（2009年）。ISTAT代码为065091。